# Estação Ferroviária de Alhandra
A Estação Ferroviária de Alhandra é uma interface da Linha do Norte, que serve a vila de Alhandra, no município de Vila Franca de Xira, em Portugal.

## Descrição

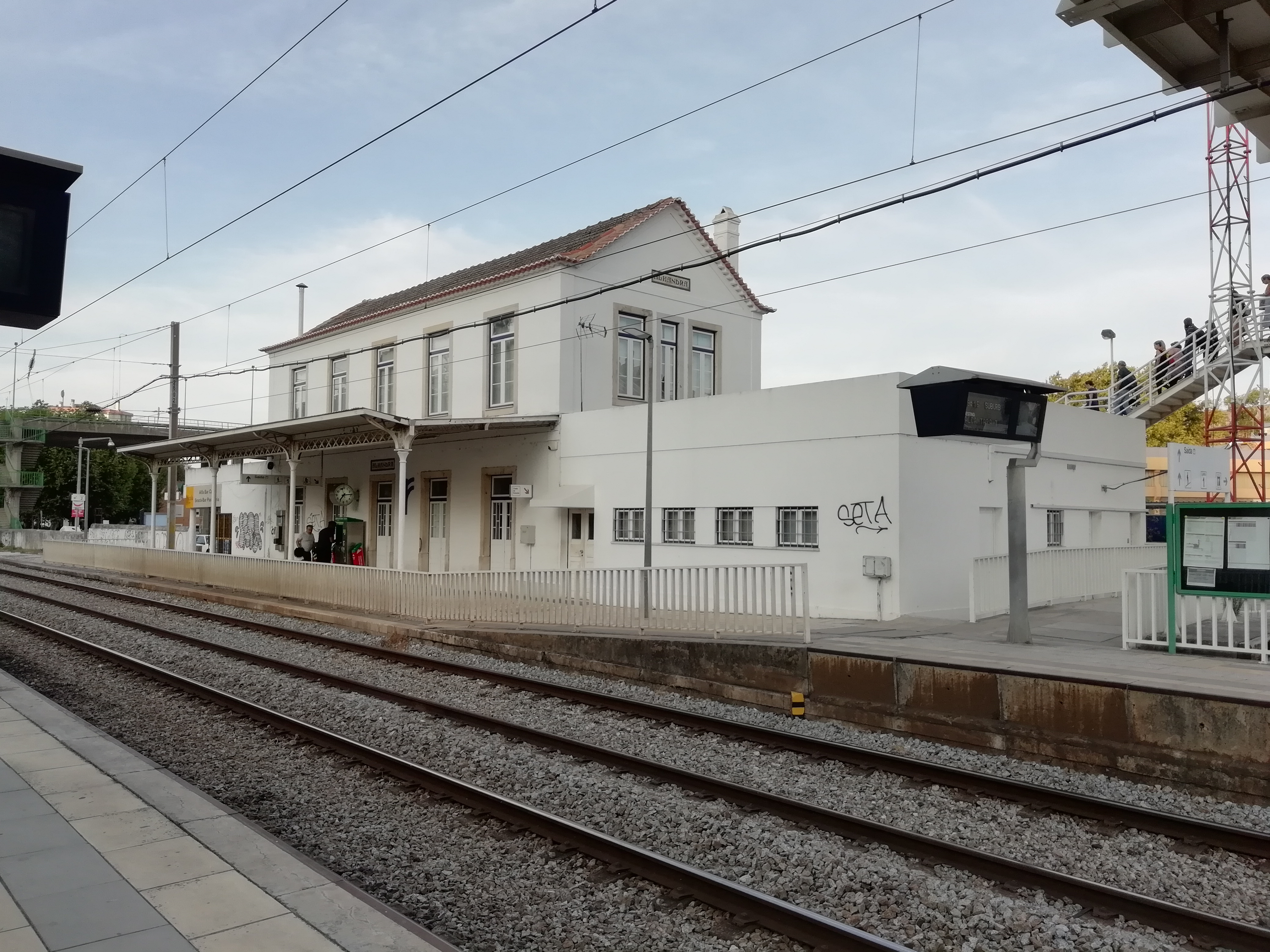
Edifício de passageiros, visto da plataforma oposta, em 2018.

### Localização e acessos
Esta interface tem acesso pela Avenida Afonso Albuquerque, em Alhandra.

### Infraestrutura
Esta interface apresenta seis vias de circulação (identificadas como I+IA, II, III, IIA+D2+D3, IV, V, e R1+R2+R3), com comprimentos entre 1135 e 291 m de extensão, sendo as duas primeiras (I+IA e II) acessíveis por plataformas de 136 e 145 m de comprimento, respetivamente, ambas com 90 cm de altura; existem ainda seis vias secundárias (identificadas como IIIA, VI, VII, VIII, IX, G1, e G2) com comprimentos entre 42 a 260 m; com exceção da via VII, todas estas vias estão eletrificadas em toda a sua extensão.
 Parte desta configuração é gerida pel empresa cimenteira Cimpor, nomeadamente enquando Alhandra - (Ramal Cimpor), centrado ao PK 25+17; tem tipologia «Linhas de Carga/Desc. Privado» (Ramal de Estação) e código dep. 31211, e insere-se na via ao PK 26+104.

### Serviços
Em dados de 2023, esta estação é servida por comboios de passageiros da C.P. de tipo urbano dos serviços chamados “Linha de Sintra” e “Linha da Azambuja”, que circulam entre Santa Apolónia, Alcântara-Terra, ou Sintra e Azambuja, Castanheira do Ribatejo, ou Alverca, com 75 circulações diárias em cada sentido aos dias úteis e 19 aos fins de semana.

## História

### Antecedentes
Em meados do Século XIX, as localidades do concelho de Vila Franca de Xira tinham grandes problemas de acessibilidade, devido a uma rede viária pouco desenvolvida, sendo o principal meio de comunicação a navegação fluvial, utilizando o Rio Tejo.
Em 1845, uma empresa britânica apresentou uma proposta para a construção de várias linhas férreas, incluindo uma desde esta localidade ao Porto, pelas Caldas da Rainha, Leiria e Coimbra. No entanto, todos os planos para caminhos de ferro em território nacional foram abandonados devido à instabilidade política a partir de 1846.

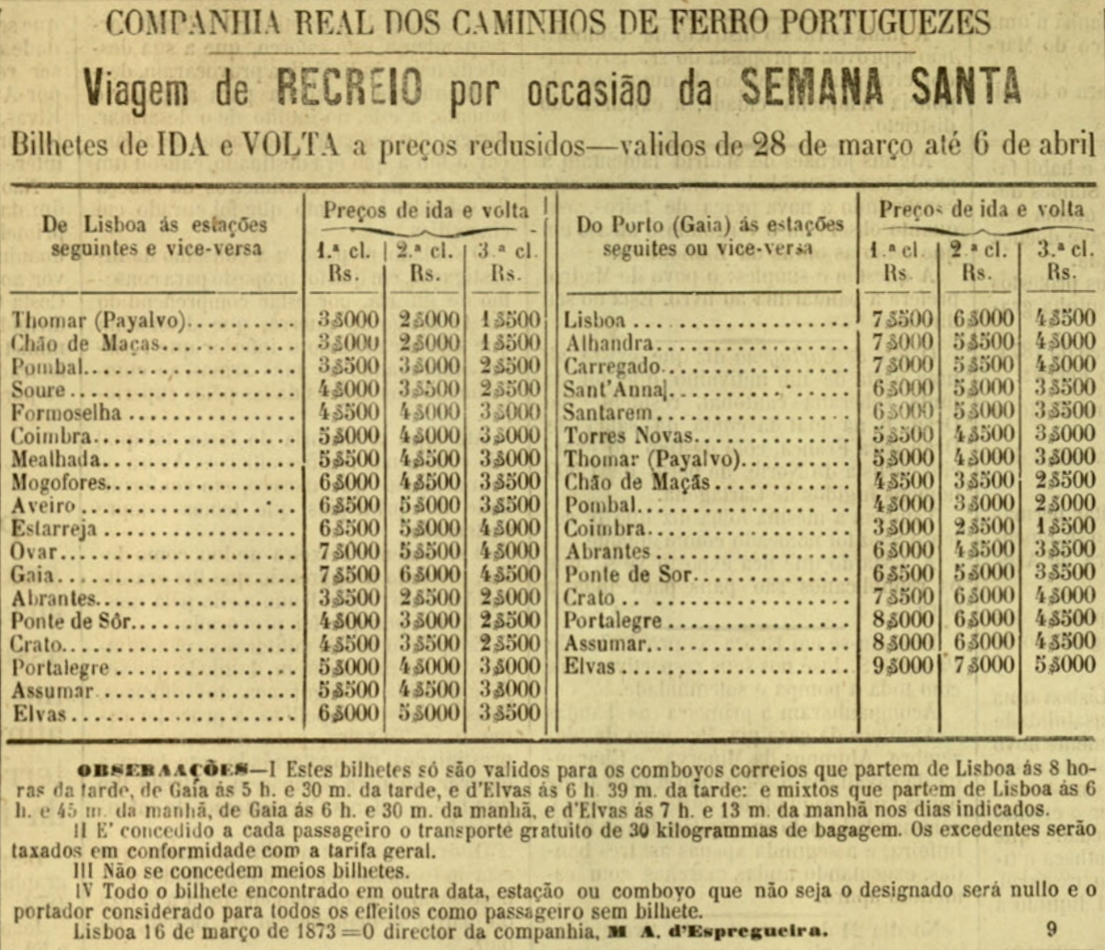
Anúncio de 1874 da Companhia Real, onde se faz referência a esta estação.

### Inauguração e primeiros anos
Esta interface situa-se no lanço entre Lisboa e Carregado da Linha do Norte, que foi inaugurado em 28 de Outubro de 1856.
A instalação do caminho de ferro teve um grande impacto social e económico nas zonas ribeirinhas do concelho de Vila Franca de Xira, incluindo Alhandra, ao facilitar o transporte de pessoas e mercadorias, estimulando dessa forma as actividades industriais. Quando se iniciou a construção das oficinas dos caminhos de ferro em Santa Apolónia, muitos dos operários vinham das povoações ao longo do Tejo, e durante algum tempo tornou-se um fenómeno habitual a deslocação diária de dezenas de pessoas até esta estação, onde apanhavam os primeiros comboios até Braço de Prata e depois o “comboio operário” até Santa Apolónia, fazendo o percurso inverso no fim do dia.
A via foi duplicada entre Olivais e o Carregado em 15 de Abril de 1890.

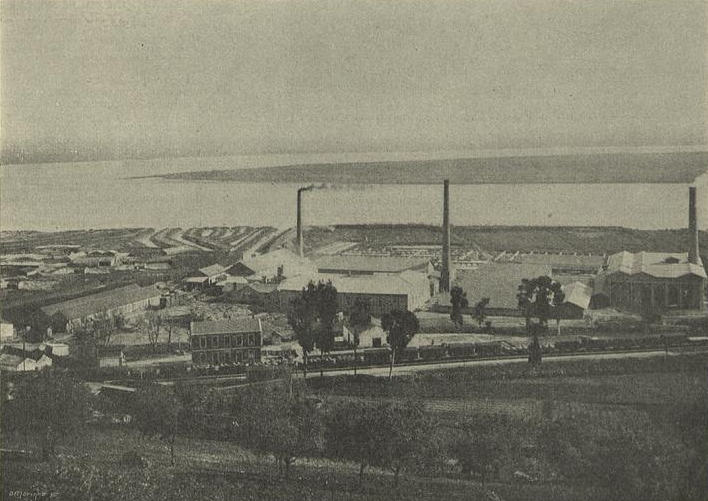
Vista da estação, na época de transição para o século XX.

### Década de 1910
Em 1913, esta estação era servida por uma carreira de diligências até Arruda dos Vinhos e Monfalim.

### Década de 1950
Em 1955, esta estação tinha quatro ramais particulares de mercadorias.
Em 28 de Abril de 1957, foi electrificado o lanço entre Lisboa e o Carregado.

### Modernização
Nos finais dos anos 80, a empresa Caminhos de Ferro Portugueses lançou um programa de modernização das suas linhas férreas, incluindo a Linha do Norte. Neste sentido, em 1990 lançou os concurso para vários empreendimentos, como a instalação de equipamentos de sinalização electrónica do tipo ESTW L 90 no lanço entre esta estação e Braço de Prata, em plena via e nas estações. Em 1996, o projecto de ressinalização até esta estação já estava em curso, prevendo-se que depois seria prolongado aos restantes lanços da Linha do Norte.

### Século XXI
Em Janeiro de 2011, apresentava três vias de circulação, com 573, 251 e 304 m de comprimento, e duas plataformas com 136 e 188 m de extensão, e 90 cm de altura, valores mais tarde alterados para os atuais, bem como mais dois ramais de estação, Alhandra Macol/Iberol e Alhandra Moagem, entretanto extintos.